# 乔丹·麦吉
喬丹·麦吉（英語：Jordan McGhee；1996年7月24日—）是一位蘇格蘭足球運動員。在場上的位置是後衛。他現在效力於蘇格蘭足球冠軍聯賽球隊登地。他也代表蘇格蘭各級青年隊參賽。

## 球會生涯

### 哈茨
2007年，麦吉與哈茨簽約加盟，離開克萊蒙特男孩足球會（Claremont Boys Club）。2012年7月，他與球隊簽下一份三年職業合約，使他留效至2015年。2013年5月4日，年僅16歲的他首次在蘇格蘭足球超級聯賽對圣米伦的比賽首次職業上場，他在86分鐘換入並最終以3-0取勝。2013年8月24日蘇超對阿伯丁的比賽，是他第二次職業上場且打進生涯首球，使球隊以2-1取勝。下週比賽他便先發上場參加對因弗内斯，但以2-0戰敗。
2015年1月，麦吉與球會續約至2017年夏天。8月份時伊普斯维奇城曾兩次報價約25萬鎊收購麥吉，但兩次均被球會拒絕。2016年1月，他被外借到米德尔斯堡，但因文件未能在限時前完成而告吹。同年7月，他正式被外借到米德尔斯堡發展隊一個賽季。

### 法爾科克
2017年8月，他轉投蘇格蘭足球冠軍聯賽球隊法尔科克，轉會費沒有透露。2017年9月2日，他首次代表法尔科克上場參加蘇格蘭挑戰盃對斯萊戈流浪者，他以中後衛身份先發上場，而球隊最終以2-1不敵出局。2018/19年賽季結束後，球隊宣告保級失敗降級至來季蘇甲。

### 登地
2019年6月，他離開即將降級至蘇甲的法爾科克，改效力蘇冠球會登地。他成為了球會的主力球員，出任各位置時均有出色表現，曾連續兩場打進兩顆重要入球，直到2020年2月他因傷才中斷了連續上場的紀錄，這次受傷使他需休養數星期。季後他被隊同選出為球季最佳球員。2020/21球季開始前，球會宣佈任命麥吉為隊長。
在登地第二個賽季，他在球場出任位置有所向前，為一名全能中場並有不錯的表現。2021年1月，他與球隊續約兩年使他留效至2023年。但該月稍後時間他因胸肌撕裂而可能提前結束賽季。2021年4月，他比預期提早康復並回到賽場上，先發參加作客對邓弗姆林的比賽。他的回歸對球隊有莫大幫助，打進3顆重要進球使球隊取得晉級附加賽資格，助球隊重返蘇超聯賽。
2021/22賽季，麦吉需要進行手術以修復腿部問題，這使他缺席數星期賽事。這賽季他回到後防線上擔任中後衛，並踢了34場聯賽比賽，但仍無助球隊成功保級，來季需要重返蘇冠賽場比賽。
麥吉因為跟腱受傷而錯過2022/23季初賽事，而他在新球季首場比賽是2022年8月20日對格里诺克慕顿的比賽，從板凳換入上場。

## 國家隊生涯
麦吉曾代表蘇格蘭U15、U16和U18上場，之後在17歲時因為球會表現出色而提升為U21。2014年11月18日，他首次以隊長身份帶領蘇格蘭U21作賽，參加對瑞士U21的友誼賽並以1-1打平。

## 榮譽

### 球會
哈茨
- 蘇格蘭足球冠軍聯賽：2014–15